# Julio Llamazares

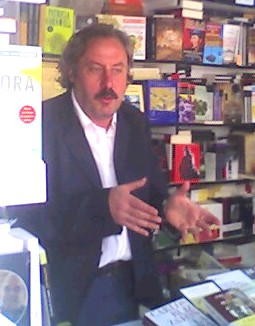
Julio Llamazares

Julio Llamazares (* 1955 in Vegamián, Spanien) ist ein spanischer Autor.

## Leben
Er wurde 1955 in Vegamián, einem kleinen abgeschiedenen Dorf der Provinz León im Nordwesten Spaniens, als Sohn eines Volksschullehrers geboren und verbrachte dort auch seine Kindheit. Das Dorf ist seit dem 23. Juni 1969 unter den Wassermassen des Stausees Juan Benet verschwunden. Viele seiner Romane spielen in seiner Heimatregion und beschäftigen sich mit der Einsamkeit und Abgeschiedenheit in den nordspanischen Bergen. Aufgrund dieser Thematik nimmt Llamazares in der spanischen Gegenwartsliteratur eine Sonderstellung ein, da er zu den wenigen Autoren gehört, die sich mit den ruralen und peripheren Regionen Spaniens und deren Untergang beschäftigten. Somit thematisiert er die Land-Stadt-Migration in Spanien und macht auf den damit verbundenen unbarmherzigen Modernisierungsprozess aufmerksam.
Mit 12 Jahren verließ Llamazares seine Heimatregion und besuchte ein Internat in Madrid. Nach Abschluss des Gymnasiums entschloss er sich Rechtswissenschaft zu studieren. Heute arbeitet er jedoch vorwiegend als Journalist, Schriftsteller und Drehbuchautor in Madrid und León.

## Werk
Nach seinen ersten beiden Gedichtbänden La lentitud de los bueyes (1979) und Memoria de la nieve (1982) wurde er im Jahre 1985 mit Luna de lobos (verfilmt 1987; dt. Wolfsmond, 1991) ein erfolgreicher Romanautor. Gekennzeichnet sind seine Werke durch einen teils bedrückend harten und packenden Erzählstil. Der große Durchbruch gelang ihm 1988 mit seinem Roman La lluvia amarilla (dt. Der gelbe Regen, 1991) über einen alten Mann und seinen Kampf gegen Natur und Einsamkeit in einem verlassenen Dorf der Pyrenäen. Das Buch hatte bereits in den ersten drei Jahren nach Erscheinen 15 Auflagen vorzuweisen. 1994 erschien sein Roman Escenas de cine mudo (dt. Stummfilmszenen, 1998) über eine Kindheit in einem Bergarbeiterdorf.
Llamazares hat außerdem Erzählungen, wie z. B. En mitad de ninguna parte (1995), Chroniken wie El Entierro de Genarín (1981) und eine Anthologie über Madrid, Los viajeros de Madrid (1998), veröffentlicht. Seine journalistischen Arbeiten sind in En Babia (1991) und Nadie escucha gesammelt. Des Weiteren publizierte er Reisebeschreibungen wie z. B. El río del olvido (1990) und Tras-os-Montes (1998), in denen er meist über vergessene Landstriche schreibt.
Sein Werk Flores de otro mundo (1999; dt.: Blumen aus einer anderen Welt) wurde ebenfalls verfilmt und war 2001 in deutschen Kinos zu sehen.

## Werke
- La lentitud de los bueyes. (dt. Die Langsamkeit der Ochsen. 1979; Gedichte), Suhrkamp Verlag, ISBN 3-518-39580-7.
- Luna de lobos. (dt. Wolfsmond. es. 1985; dt. 1991; Roman), Suhrkamp Verlag, ISBN 3-518-38705-7.
- Escenas de cine mudo. (dt. Stummfilmszenen. 1998; Roman), Suhrkamp Verlag, ISBN 3-518-12044-1.
- Rosen aus Stein – Spanische Kathedralen von Santiago bis Segovia. übersetzt von Astrid Böhringer. Hanser, München 2011, ISBN 978-3-446-23746-9.[1]